# Irdning-Donnersbachtal
Irdning-Donnersbachtal é um município da Áustria, situado no distrito de Liezen, no estado da Estíria. Tem 199,68 km² de área e sua população em 2019 foi estimada em 4.137 habitantes.